# Harald Seidel
Harald Seidel (* 22. Januar 1945 in Greiz; † 23. Mai 2023 in Ronneburg) war ein deutscher Politiker und ein Gründungsmitglied der Sozialdemokratischen Partei in der DDR sowie ehemaliger Abgeordneter des Thüringer Landtags.

## Ausbildung und Beruf
Der gelernte Gas- und Wasserinstallateur arbeitete bis 1990 in einem Greizer Metallbetrieb.

## Politik
Am 7. Oktober 1989 gründete Seidel in Schwante bei Berlin mit den Hauptinitiatoren Markus Meckel und Martin Gutzeit die Sozialdemokratische Partei in der DDR (SDP). Nachdem sich die SDP mit der SPD vereinigt hatte, wurde Seidel Kreisvorsitzender des SPD-Kreisverbandes Greiz.
Bei der ersten Landtagswahl 1990 wurde Seidel in den Thüringer Landtag gewählt, wo er bis 2004 tätig war.
Seit 1999 war er Abgeordneter im Greizer Kreistag.

## Sonstige Ämter
Harald Seidel war Leiter der Projektreihe „Prominente im Gespräch“, in der er Minister, Schauspieler und Schriftsteller interviewte, wie zum Beispiel die Bundesumweltministerin Barbara Hendricks (SPD) und den amtierenden Landtagspräsidenten Christian Carius (CDU).
In den Jahren 1992 bis 1999 war er Mitglied der Bundesmedienkommission der SPD und Mitglied der Versammlung der Thüringer Landesmedienanstalt. 2005 wurde er mit dem Bundesverdienstkreuz am Bande ausgezeichnet. Seidel verstarb an einer Krebserkrankung im Krankenhaus Ronneburg.